# Dim All the Lights
«Dim All the Lights» (с англ. — «Притуши свет») — песня, написанная и исполненная американской певицей Донной Саммер. Над песней вновь работала команда Джорджо Мородера и Пита Белотта, они стали продюсерами и композиторами. Трек сочетает в себе легкое диско звучание с элементами соула и поп-музыки. Композиция вошла в альбом Bad Girls, а также была выпущена в качестве третьего сингла с него. Песня смогла войти в чарт Billboard Hot 100 (это был уже пятый топ-5 сингл исполнительницы в данном чарте), однако пиковой позицией осталась только вторая строчка. Песня номинировалась на премию «Грэмми» в номинации «Лучшая диско-запись».

## Позиции в хит-парадах
Еженедельные чарты:
| Хит-парад (1979—1980)              | Высшая позиция |
| ---------------------------------- | -------------- |
| Бельгия/Фландрия (Ultratop 50)     | 28             |
| Великобритания (OCC UK Singles)    | 29             |
| Германия (GfK)                     | 25             |
| Ирландия (IRMA)                    | 30             |
| Канада (RPM Dance/Urban)           | 4              |
| Канада (RPM Top Singles)           | 13             |
| Нидерланды (Single Top 100)        | 28             |
| Нидерланды (Tipparade)             | 4              |
| Новая Зеландия (Recorded Music NZ) | 14             |
| США (Billboard Adult Contemporary) | 44             |
| США (Billboard Dance Club Songs)   | 54             |
| США (Billboard Hot 100)            | 2              |

Годовые итоговые чарты:
| Хит-парад (1980)                    | Позиция |
| ----------------------------------- | ------- |
| США (Billboard Top Popular Singles) | 74      |

## Сертификации
| Регион | Сертификация | Продажи  |
| --- | ------------ | -------- |
| США (RIAA) | Золотой      | 500 000^ |
| * Данные о продажах приведены только на основе сертификации. ^ Данные о тиражах приведены только на основе сертификации. |              |          |

## Кавер-версии
- Американская певица Лора Брэниган записала свою версию песни в 1995 году для сборника хитов The Best of Branigan.[20] Песня была популярна в ночных клубах, благодаря большому количеству выпущенных ремиксов. Также данный сингл стал последним в карьере Лоры.